# سيبيل لويس
سيبيل لوني لويس (بالإنجليزية: Sybil Lonie Lewis)‏ (من مواليد 1874 وتُوفيت عام 1918) وهي جراحة إسكتلندية. خدمت الدكتورة سيبيل في صربيا خلال الحرب العالمية الأولى. وفي عام 1917 ساعدت في تأسيس صندوق الإغاثة الصربي.

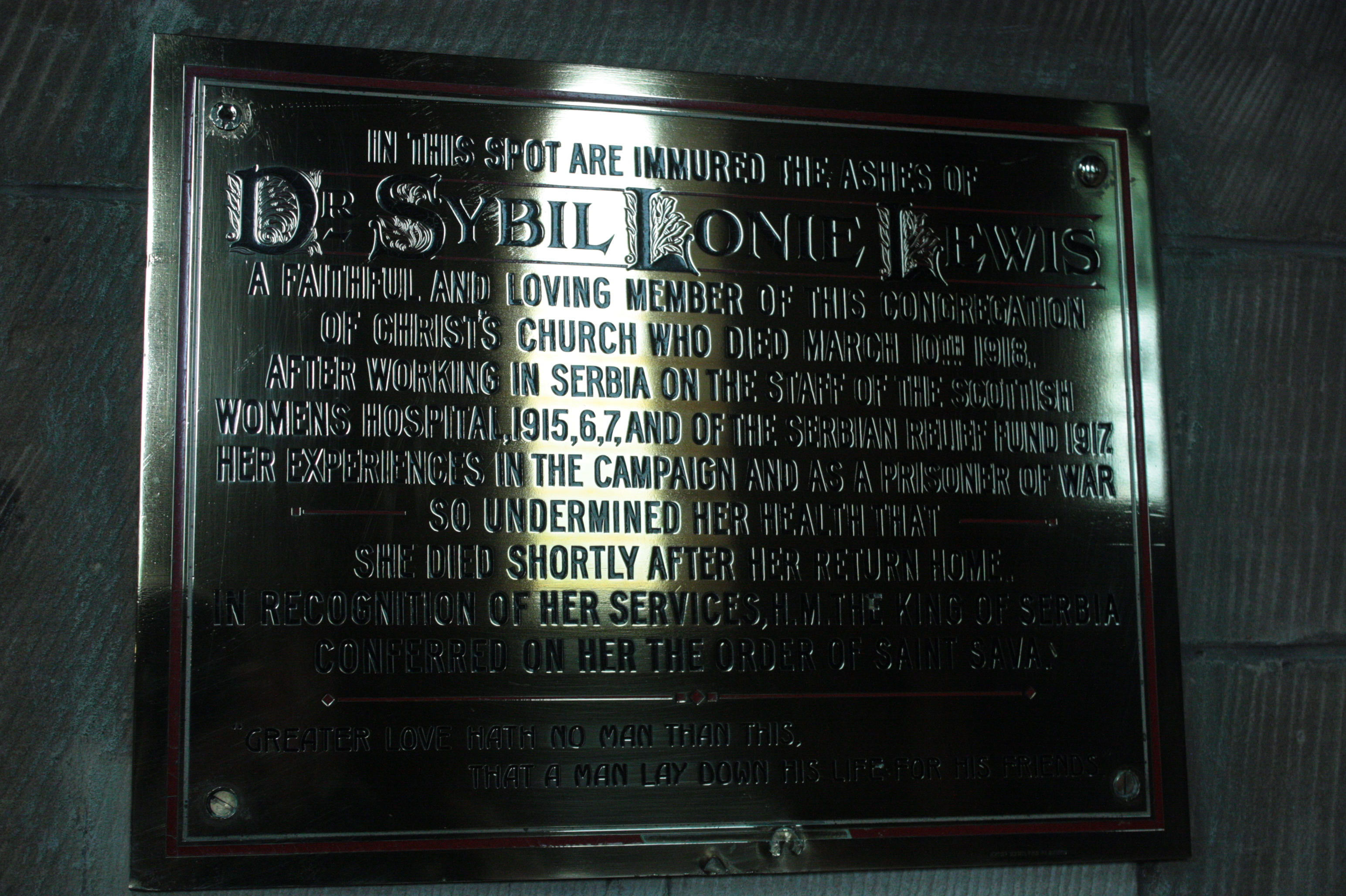
لوحة للدكتورة سيبيل لوني لويس ، كنيسة سانت بولس القديمة ، أدنبره

## حياتها
ولدت في عام 1874 في كينغستون أبون هال.
بدأت لويس في قسم التمريض ثم قررت أن تصبح طبيبة، بدأت تدرس في الكلية التي أنشأتها إلسي إنغليس في عام 1887 كبداية للدراسة في جامعة إدنبرة. أكملت دراستها في جامعة دبلن وحصلت على دبلوماتها للتدرب في عام 1905. وقد خدمت إقامتها الطبية في Larbert Mental Asylum في وسط اسكتلندا. ثم عادت إلى هال كمسؤولة طبية لكل من مستشفى ديوسيسان للولادة ودار الإيواء للبنات.
في يونيو 1915 ، انضمت إلى مجموعة من الأطباء بقيادة الدكتور إلسي إنغليس في صربيا ، والمعروفة عمومًا باسم مستشفيات النساء الإسكتلنديات للخدمة الخارجية. وقد تم الهجوم على تلك المستشفى في أواخر عام 1915 وأمضت لويس 4 أشهر كسجينة حرب في المجر ، وأُعيدت إلى بريطانيا في فبراير 1916. وكانت في حالة صحية سيئة ولكنها عادت تخدم للجيش الصربي والقتلى المدنيين في مقدونيا. عادت إلى بريطانيا في ديسمبر 1917 بسبب المرض.
أصيبت بمرض خطير في 7 مارس / آذار وتوفيت بعد ثلاثة أيام في منزل عائلتها في كينغستون أبون هال في 10 مارس 1918 وكان يبلغ عمرها 43 عامًا. وقد تم حرقها ودفن رمادها في كنيسة القديس بولس الأسقفية القديمة في وسط إدنبرة، التي تميزت بالطاعون النحاسي بالقرب من الزاوية الجنوبية الغربية. وتصنف على أنها «شهيدة حرب» وهي الاسم الأنثوي الوحيد في النصب التذكاري للحرب في أولد سانت بولس.
منحتها الإمبراطورية الصربية وسام سانت سافا لخدماتها إلى بلادهم.